# Архимандрит Дамаскин (Петровић)
Дамаскин (световно Драго Петровић; Бачка Паланка, 22. јануар 1913 — Манастир Крушедол, 18. април 2005) био је архимандрит Српске православне цркве, игуман Манастира Крушедола.

## Биографија
Архимандрит отац Дамаскин (Петровић) рођен је 22. јануара 1913. године у Бачкој Паланци, од врло побожних родитеља. На крштењу је добио име Драго.
Замонашен је 15. септембра 1934. године у Манастиру Врднику, од тадашњега епископа сремскога Тихона Радовановића, добивши монашко име Дамаскин.
Готово цео живот провео је у Срему, није завршио богословију али су га књига и радозналост одвеле у срце вере и у срж ствари. Од манастирског ђака и искушеника у дичном Манастиру Врднику, у коме је оставио најлепших тридесетак година, од 1929. до 1967. године, пресао је голем пут, на коме је било свега.
Одлуком епископа сремскога Макарија Ђорђевића, након одласка игумана Стефана (Чакића), постављен је 9. марта 1967. године за игумана Манастира Крушедола, где је остао до 1969. године на дужности старешине када је манастир претворен у женски а отац Дамаскин постаје служашчи духовник.
Упокојио се у Господу 18. априла 2005. године у Манастиру Крушедолу. Сахрањен је 20. априла у порти манастира опело је извршио епископ сремски Василије Вадић, уз саслужење свештенства и монахиња и вернога народа.